# Pradenca pit-roja
La pradenca pit-roja (Leistes militaris) és un ocell de la família dels ictèrids (Icteridae).

## Hàbitat i distribució
Habita zones arbustives, pastures i terrenys empantanegats a les terres baixes d'Amèrica Central i del Sud, des de Costa Rica cap al sud, per tot el nord de Sud-amèrica, fins al nord-est del Perú, nord de Bolívia i Brasil amazònic.